# Thorps Quarry Waterfall
Der Thorps Quarry Waterfall (auch bekannt als Clevedon Waterfall) ist ein segmentierter Wasserfall in der Region Auckland auf der Nordinsel Neuseelands. Er liegt im Gebiet der Ortschaft Clevedon südöstlich von Auckland. Seine Fallhöhe beträgt rund 10 Meter.
Am Ende der Thorps Quarry Road in Clevedon befindet sich der Besucherparkplatz des Clevedon Scenic Reserve. Von hier aus führt der Totara Track in rund zehn Gehminuten zum Wasserfall.